# Themba Masuku
Themba Nhlanganiso Masuku (7 luglio 1950) è un politico swati, è il vice primo ministro dell'eSwatini dal 6 novembre 2018 ed è stato Primo ministro facente funzioni dal 13 dicembre 2020 al 19 luglio 2021. Ha anche servito come vice primo ministro dal 2008 al 2013.

## Primi anni di vita
Masuku è nato il 7 luglio 1950. Ha conseguito il Master of Science presso l'Università del Missouri.

## Carriera
Negli anni '90, ha ricoperto vari incarichi nel governo dello Swaziland, tra cui Ministro dell'agricoltura e delle cooperative, Ministro per la pianificazione e lo sviluppo economico ed è stato Ministro delle finanze dal 1996 al 1998. Ha lavorato con l'Organizzazione per l'alimentazione e l'agricoltura delle Nazioni Unite in qualità di direttore degli uffici di collegamento a Ginevra e successivamente a New York. È stato nominato vice primo ministro nel 2008 dal re Mswati III e ha ricoperto tale posizione fino al 2013, quando è diventato amministratore regionale del distretto di Shiselweni.
Masuku è tornato alla sua posizione di vice primo ministro quando il primo ministro Ambrose Mandvulo Dlamini ha presentato le sue dimissioni nel novembre 2018. È diventato primo ministro il 13 dicembre 2020.